# Лукашевич, Борис Иванович
Борис Иванович Лукашевич (13 сентября 1923 — погиб 8 мая 1964 года) — подрывник, героически погибший при строительстве «Трассы мужества» (Абакан-Тайшет) на реке Мана. Его именем названы железнодорожная станция Лукашевич и улица. В 1965 году ему был открыт обелиск.

## Биография
Родился в Луге. Отец был железнодорожником и трудился на участке Луга-Ленинград мастером пути. Во время войны был на фронте, служил командиром саперного подразделения. Имел награды, в том числе Орден Красной Звезды. Его служба еще во время ВОВ была описана в газетной статье. Воинское звание — майор. После войны занимался разминированием шахт Донбасса. Затем оказался на строительстве Трассы мужества.

### Подвиг
Взрывая ледяной затор на реке, который угрожал железнодорожным путям, подрывники упустили шест с привязанным зарядом взрывчатки и тот поплыл в сторону скопления людей. Борис Иванович смог перехватить шест и поставить его на место, однако в этот момент заряд взорвался.
Похоронен в Череповце.

## Семья
Жена (с 1948) — Марксана Андреевна, дочери: Галина и Елена.